# Capitano Nemo
Il capitano Nemo (dal latino "nessuno", un'allusione alla risposta data da Ulisse a Polifemo nell'Odissea), il cui vero nome è Principe Dakkar, è un personaggio del romanzo di Jules Verne Ventimila leghe sotto i mari (Vingt mille lieues sous les mers, 1870); compare anche ne L'isola misteriosa (L'île mystérieuse, 1874).
Nemo è il capitano e costruttore del Nautilus, un formidabile sottomarino: apparentemente uno scienziato ed esploratore misantropo ed eccentrico, egli è in realtà un vendicatore dei torti subiti da lui stesso e dai popoli oppressi; in particolare, prende di mira le navi militari dell'Impero britannico, spesso affondandole.

## Il personaggio
(Jules Verne, Ventimila leghe sotto i mari, seconda parte, capitolo XII, pag. 446)
In Ventimila leghe sotto i mari il nome e la nazionalità di Nemo restano oscuri. Viene solo rivelato che ha una volontà di vendetta molto forte verso una nazione imperialista, che ha distrutto la sua patria e la sua famiglia. La bandiera personale di Nemo è una lettera "N" d'oro in campo nero. Nemo è poliglotta e ha inventato anche una lingua artificiale che usa con i suoi compagni, marinai di differente nazionalità, tra cui si sa che vi è con certezza un francese, che muore durante il viaggio a causa di una piovra gigante. In Ventimila leghe sotto i mari Nemo mostra avversione per l'umanità, ma aiuta i tre naufraghi protagonisti, gli insorti greci cretesi contro i turchi e un pescatore indiano di perle, rivelando che egli appartiene al "paese degli oppressi", proprio come quell'indiano. Inoltre appare come un sostenitore dei popoli sfruttati, avversario del colonialismo.
Si scopre che Nemo compie assalti di navi da guerra nemiche e le affonda; nel seguito del romanzo si capirà che le navi della nazione odiata dal capitano sono navi inglesi.
Nel seguito del romanzo, L'isola misteriosa, Nemo si presenta infatti come il principe Dakkar, figlio di un rajah indiano e nipote di Tippoo Sahib, con un profondo odio, ereditato dal padre, per la conquista dell'India da parte del Regno Unito. Volendo l'indipendenza e la costruzione di un governo illuminato, partecipò all'ammutinamento dei Sepoy (1857-8), da lui diretto e fomentato, ma perse il regno e la guerra, venendo ferito ripetutamente. L'India fu ridotta sotto un giogo ancora più pesante, e la sua famiglia fu massacrata per rappresaglia mentre lui era assente, provocando in lui un forte desiderio di vendetta: «Misero una taglia sopra la sua testa, e poiché non si trovò nessun traditore disposto a consegnarla, suo padre, sua madre, sua moglie e i suoi figli pagarono per lui con la loro vita, prima che egli si potesse rendere conto dei pericoli a cui li aveva esposti...».
Questo trova parallelo con le parole che Nemo rivolge ad Arronax, intimandogli di non giudicarlo per il modo in cui distrugge le navi nemiche, sul finale di Ventimila leghe: «Guardatevi dal giudicarmi, signore. (...) Sono stato attaccato, la mia risposta sarà terribile! (...) Io sono il diritto, sono la giustizia! Sono l'oppresso. Ecco l'oppressore! Per sua mano ciò che ho amato adorato e venerato: patria, moglie, figli, mio padre, mia madre, tutto ho visto perire. E tutto quel che io odio è là. Tacete!»
Essendo sopravvissuto ma dato per morto dagli inglesi («questi musicisti sono contemporanei di Orfeo poiché le differenze cronologiche si annullano nella memoria dei morti. E io sono morto, signor professore, morto quanto i vostri amici che riposino sei piedi sotto la terra!» afferma Nemo nel primo discorso ad Arronax), Dakkar si dedicò quindi alla ricerca scientifica e diventò il capitano Nemo; egli è un ingegnere che ha studiato in Europa e America e sviluppa, utilizzando le proprie ricchezze, un avanzato sottomarino elettrico, il Nautilus. Pur rimanendo indiano nell'anima, ha sviluppato un forte spirito cosmopolita. Con un equipaggio di fedeli marinai naviga per i mari combattendo l'ingiustizia, specialmente la schiavitù e l'imperialismo, e distruggendo le navi della marina britannica, finanziato dall'oro dei galeoni spagnoli affondati nella baia di Vigo.
Questa versione contrasta però con alcuni dati di fatto, in quanto richiesta dall'editore di Verne e non da Verne stesso, in origine. La prima versione presentava infatti una storia differente.

### La versione originale
Nella versione iniziale di Ventimila leghe sotto i mari Nemo era un nobile polacco desideroso di vendicarsi dell'omicidio della sua famiglia durante la repressione russa della Rivolta di gennaio (l'insurrezione polacca, 1863-1864). L'editore di Verne, Pierre-Jules Hetzel, temette la censura del libro sul mercato russo e di offendere un potente alleato francese, l'Impero russo, e rese oscuri il passato e le motivazioni di Nemo. Dai dati non modificati che Verne ha lasciato, appare visibile, soprattutto nella prima parte del romanzo, che Nemo ha una cultura di tipo europeo, poi giustificato dal fatto che ha studiato in Europa, come molti nobili indiani dell'epoca, dall'età di 10 anni fino ai 30 circa. Inoltre, tra le incongruenze vi sono l'aspetto di Nemo, descritto come un "meridionale", ma come un uomo bianco e non come un indiano di pelle scura (anche se è vero che la classe nobile indiana spesso presenta la pelle chiara, poiché discendente dagli arii, soprattutto nel nord, da dove Nemo afferma di venire).
In alcune lettere, lo scrittore esprime disappunto per le interferenze di Hetzel e descrive l'originale background di Nemo, sotteso nel primo libro e cambiato nel secondo. Nemo è qui un fervente repubblicano, a cui i russi deportano e uccidono i familiari per rappresaglia, generando così il profondo odio visibile nel romanzo; Verne parla in una lettera all'editore di un Nemo «polacco, la cui moglie era morta sotto lo knut e i figli erano morti in Siberia»; precisa poi in un'altra lettera quella che era l'idea originale del libro, di Nemo come «un signore polacco, le cui figlie sono state violentate, la moglie uccisa con un'ascia, il padre è morto sotto lo knut, un polacco di cui tutti gli amici erano morti in Siberia e la cui nazionalità sparì dall'Europa sotto la tirannia dei russi».

### Ventimila leghe sotto i mari

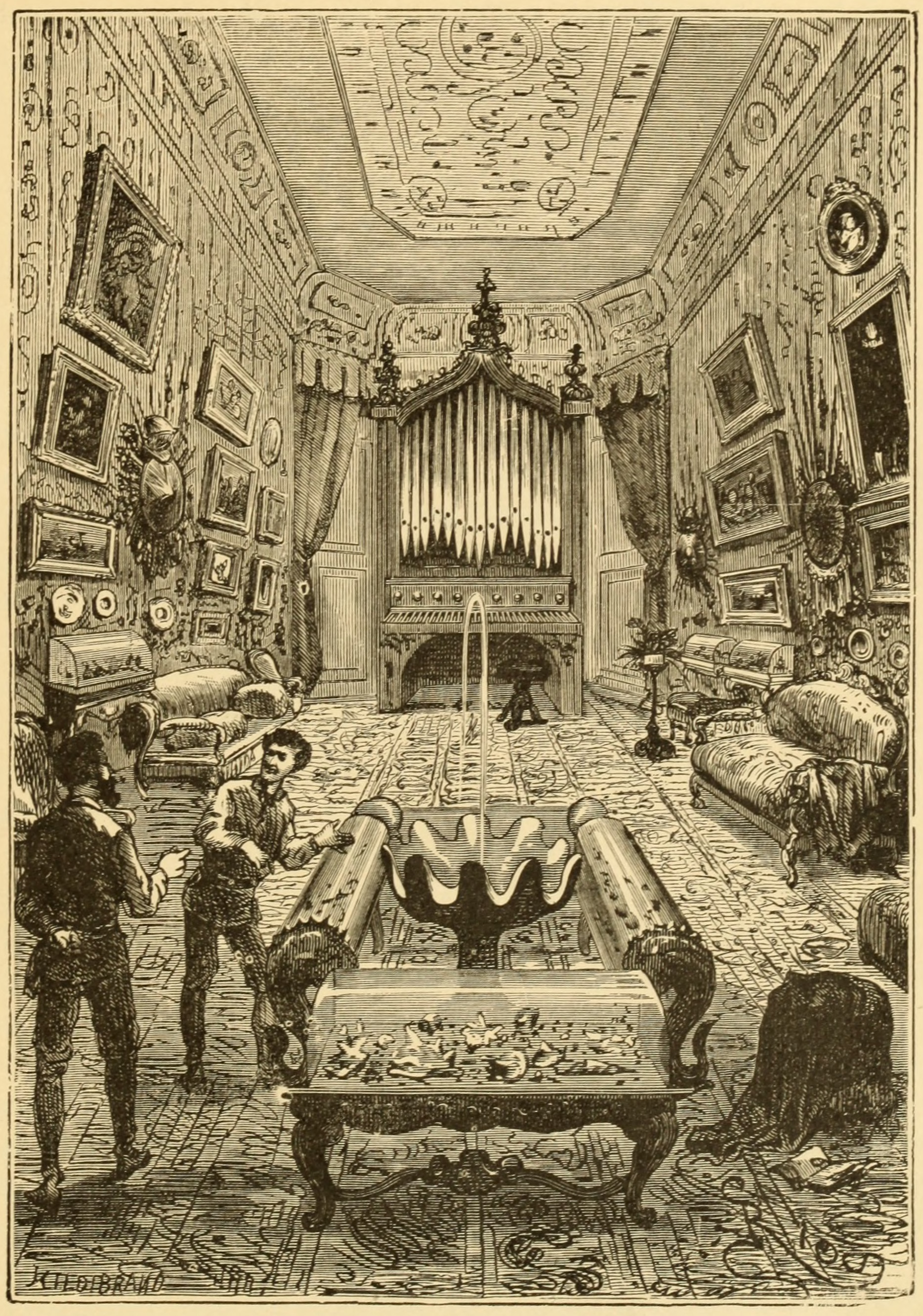
Nemo mostra il salone del Nautilus al professor Arronax

In seguito ad un assalto e di alcuni incidenti di Nemo contro alcune navi, la nave Abraham Lincoln si dedica alla ricerca di un misterioso mostro marino, in realtà il Nautilus. Dopo uno scontro con la fregata, l'urto del sommergibile causa la caduta in mare del professor Arronax, naturalista francese, del suo domestico Conseil e del fiocinere Ned Land.
Una volta a bordo si troveranno al cospetto del comandante del "Nautilus". Nemo, dopo alcune esitazioni, decide di ospitarli permanentemente nella sua nave, ma non permette loro che tornino a terra, per paura che rivelino la sua esistenza. Egli rifiuta ogni regola che non sia imposta da lui stesso: «Signor professore, io non sono quello che voi chiamate un uomo civile! Ho rotto con la società intera, per ragioni che io solo ho il diritto di giudicare. Quindi, non ubbidisco alle sue regole; e chiedo che non le invochiate mai davanti a me!»
Così i naufraghi viaggiano lungo il mare facendo molte osservazioni. I tre protagonisti, ad esempio, partecipano ad una battuta di caccia, o meglio, ad un'escursione nelle foreste sottomarine di Crespo, nel Pacifico, indossando speciali scafandri, abbattendo durante l'escursione una lontra con un colpo di uno speciale fucile elettrico, inventato dal Capitano Nemo. Arrivati nell'arcipelago asiatico-oceanico, sfuggono ad una tribù di selvaggi antropofagi. Proseguendo fino ai mari indiani, compiono un'altra escursione sottomarina durante la quale fanno visita ad una perla gigante, custodita in un'ostrica altrettanto grande dal Capitano Nemo; quest'ultimo, aiutato da Ned Land, salva un giovane pescatore indiano di perle da uno squalo, usando un coltello. Il Nautilus supera il Canale di Suez prima della sua apertura ufficiale, attraversando in immersione un tunnel scoperto dal Capitano Nemo, per poi giungere nel Mediterraneo.
A differenza di Aronnax e Conseil, Ned Land non è interessato alle scoperte scientifiche, ma pianifica una fuga notturna durante il tragitto nell'Atlantico. Tuttavia, al momento stabilito, il Capitano Nemo incrocia Aronnax, impedendo l'attuazione della fuga. Insieme escono con gli scafandri per un'escursione. Il Capitano Nemo mostra così al professore i resti sprofondati del continente di Atlantide.
Il Nautilus prosegue il suo viaggio fino ad arrivare al Polo sud, dove per poco non rimane incagliato nel ghiaccio. Mentre fa ritorno a Nord, il sottomarino viene assediato da calamari giganti, sfuggendo dopo un'aspra lotta alle terribili creature, e poi salva delle balene da un attacco di capodogli, usando lo stesso Nautilus come arma.
Il Capitano Nemo appare come un uomo geniale, ma allo stesso tempo oscuro e misterioso. Afferma di aver rinunciato alla società degli uomini e di aver tagliato qualsiasi legame con la terraferma. Lo si vede però aiutare gli autonomisti greci donando loro i tesori da lui trovati sul fondo del mare. Mostra inoltre un odio implacabile nei confronti di una particolare nave, di cui riconosce la "nazione" senza vederne la bandiera, affondandola con violenza per vendicare la sua famiglia, definendosi un oppresso e lasciando tutto il resto al mistero (si tratta di una nave britannica, come si vedrà poi nel seguito; nel manoscritto originale il romanzo doveva mostrare la nave come battente bandiera russa).
Più volte Land tenta invano di organizzare un piano di fuga, anche contro la volontà dello stesso professor Aronnax, restìo a lasciare il Nautilus tante sono le bellezze e le scoperte per i suoi studi sul mondo marino. Dopo qualche mese però la vita dentro al sottomarino diventa monotona: il Capitano Nemo si chiude sempre più in sé stesso e i protagonisti, compreso il professore, non provano più lo stesso entusiasmo iniziale. Ned Land ne approfitta per organizzare un nuovo tentativo di fuga, utilizzando il "canotto" del Nautilus, quando il sottomarino viene improvvisamente risucchiato dal terribile gorgo del Maelstrom, vicino alle coste della Norvegia.
Nemo è assorto in sé stesso dopo aver distrutto una nave nemica, ed è in preda ai rimorsi per la morte di alcuni suoi marinai, oltre che dei nemici stessi (dopo un duro scontro verbale seguito al rimprovero di Aronnax); affranto anche dal dolore del ricordo per la morte della sua famiglia, non si accorge dei fuggiaschi. Scaraventati fuori dalla nave, i tre fuggitivi, a causa della furia del mare, perdono conoscenza e si risvegliano, sani e salvi, nella capanna di un pescatore in una delle isole Lofoten, in attesa di poter fare ritorno in Francia.
La sorte di Nemo rimane oscura e la sua identità affidata ad un manoscritto che egli afferma di voler lasciare alla deriva tra le onde, anche se Aronnax si augura che sia sopravvissuto per dedicarsi all'attività scientifica, abbandonando quella di giustiziere. Egli infatti farà così, combattendo solo per difesa sua e di altri nel successivo capitolo della storia, mostrando anche una volontà di redenzione.

### L'isola misteriosa
Alcuni reduci della guerra civile statunitense naufragano su un'isola sperduta, da loro battezzata isola Lincoln, dove vengono misteriosamente aiutati a sopravvivere e salvati da numerose insidie. Alla fine, dopo numerose peripezie, il segreto dell'isola viene rivelato: è il nascondiglio del Capitano Nemo e del suo Nautilus. Il Capitano Nemo, ormai anziano e malato, ultimo sopravvissuto del suo equipaggio, ha soccorso gli eroi, ha fatto ritrovare la cassa, affondato la nave pirata con una torpedine e ucciso i pirati con il suo fucile elettrico. Nemo confessa la storia della sua vita (la sua identità di nobile indiano in lotta contro il colonialismo britannico), consegna loro il manoscritto autobiografico e racconta di averli aiutati per fare ammenda dei suoi precedenti crimini (gli assalti e la morte dei marinai nemici a scopo di vendetta), chiedendo e ottenendo un'assoluzione da Cyrus Smith, uno dei naufraghi; mostra anche un certo disappunto contro Aronnax, che aveva rivelato l'esistenza del Nautilus al mondo, dopo il ritorno in Francia, anche se riconosce che egli non era vincolato da alcun giuramento; infine, in pace con sé stesso, muore di vecchiaia ed il Nautilus viene affondato per essere la sua tomba, nella caverna che loro soprannomineranno la "grotta di Dakkar".
L'isola esplode in un'eruzione vulcanica e i naufraghi, pur avvertiti da Nemo, si ritrovano su un piccolo scoglio, ultimo resto della Granite House e divenuto monumento funebre al defunto capitano Nemo. Vengono quindi salvati dal Duncan, il panfilo di Lord Glenarvan su cui hanno navigato i protagonisti de I figli del capitano Grant; questo è tornato per raccogliere Ayrton, ed è venuto a cercare i naufraghi a seguito di un messaggio lasciato sull'isola Tabor da Nemo.

### Incongruenze ed errori
A causa della redazione e delle censure di Hetzel all'opera di Verne, o per errori di Verne stesso o incomprensioni con l'editore, vi sono alcune incongruenze nella vita di Nemo, che rendono alcuni aspetti della sua storia misteriosi o cronologicamente confusi.
Verne era altresì meticoloso nei suoi lavori, attento alla plausibilità scientifica e storica dei suoi lavori, quindi tutto questo sarebbe da attribuire alla fretta dei curatori e degli editori.

#### Cronologia
- Ventimila leghe sotto i mari è stato scritto tra il 1869 e il 1870 e registra i viaggi della Nautilus tra il 1866 e il 1868. L'isola misteriosa è stato scritto nel 1874, ma è ambientato dopo la guerra civile americana, tra il 1865 e il 1867. Ciò significherebbe che il capitano Nemo che è apparso nel secondo romanzo muore prima che il Capitano Nemo di Ventimila leghe sotto i mari si metta in viaggio. Inoltre, quando il capitano Nemo appare ne L'isola misteriosa, egli afferma di aver incontrato Aronnax 16 anni prima.
- Nemo viene descritto come un quarantenne da Arronax, quindi sarebbe nato intorno al 1828. Le vicende dell'isola, seguendo le parole di Nemo, dovrebbero quindi essere ambientate nel 1884, 16 anni dopo la prima presunta scomparsa di Nemo nel Maelstrom, e il capitano dovrebbe avere circa 56 anni alla sua morte. Nell'Isola, Nemo appare molto vecchio, di almeno 70 anni, e afferma di avere interrotto i rapporti con l'umanità da almeno trent'anni, quindi, prendendo la rivolta dei Sepoy (1857) come paragone, le avventure del secondo romanzo dovrebbero situarsi ancora più avanti, nel 1887.

#### Caratteristiche personali

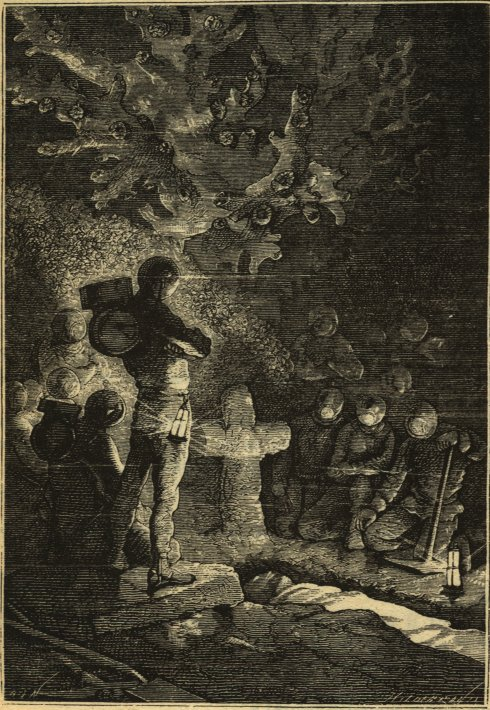
Il capitano Nemo nel cimitero di corallo

Verne non corresse la prima parte del romanzo, ormai uscita, cosicché resta difficile identificare Nemo come un sovrano indiano che combatte principalmente per patriottismo e non solo per rivalsa (sarebbe impossibile senza la rivelazione finale de L'isola misteriosa), mentre sarebbe più semplice se fosse un nobile polacco che vuole principalmente una vendetta personale per la sua famiglia, come era nelle intenzioni dello scrittore; difatti è rappresentato come un europeo nella maggior parte delle riduzioni cinematografiche (tranne in tre, in cui appare come un vero indiano: il film del 1916, la miniserie del 1973 e il film, tratto dal graphic-novel, La leggenda degli uomini straordinari), e anche nella seconda si trovano tracce della prima redazione, per dimenticanza o per volontà polemica dello scrittore verso la censura dell'editore (Nemo mostra solo in un'occasione una simpatia per un pescatore indiano, ma perché "oppresso", così come aiuta i greci insorti, ma non mostra alcuna emozione particolare per l'India vicina). Non presenta mai caratteristiche tipiche da indiano, anche se con cultura europea per aver studiato all'estero, ma appare europeo in tutto e per tutto.
In particolare:
- nella scena del cimitero di corallo, appare una croce sottomarina eretta dai marinai del Nautilus, e lo stesso Nemo si inginocchia a pregare con le braccia in croce.[12] Anche se non sembra praticare alcuna religione specifica, tutto questo è tipico di chi comunque ha un background cristiano, come un nobile polacco, e non indù o musulmano, come ci si aspetterebbe da un principe indiano.
- l'aspetto di Nemo e dei marinai è descritto come europeo, anche se di diverse latitudini.
- Nemo non mostra disprezzo aperto per gli inglesi come ne L'isola misteriosa, perfino alcuni suoi marinai sono descritti come inglesi, ne conosce bene la lingua e afferma di aver studiato a Londra (e alcune parti del Nautilus sono state costruite in Inghilterra e Scozia), mentre nell'Isola afferma di non aver voluto mettere mai piede nella terra dei suoi oppressori; né mostra astio particolare verso la nazionalità di Ned Land, canadese anglosassone e quindi suddito britannico.
- la nave affondata da Nemo, che si dice inglese nell'Isola, non viene riconosciuta (ad esempio per l'aspetto dei marinai o per la loro lingua) né da Arronax né da Ned Land[13], la cui lingua madre è l'inglese, e quindi poteva più facilmente essere russa (le navi britanniche erano molto più frequenti nelle rotte dell'epoca, mentre quelle russe lo erano meno, e il Nautilus incontra e affonda due sole navi nemiche durante il viaggio).
- la famiglia di Nemo del ritratto non viene descritta come indiana da Arronax, mentre la moglie di Nemo, ad esempio, avrebbe dovuto avere caratteristiche e abiti tipicamente indiani, che sono facilmente riconoscibili, ma si parla solo di "una giovane donna con due bambini ancora piccoli".[14]
- la cultura di Nemo è prettamente europea (usa un nome latino e latini sono il nome ed il motto della sua nave), e si nota anche la sua ammirazione per l'arte classica ed europea[15], e la mancanza totale di riferimenti indiani nel Nautilus e nella cabina di Nemo, neppure tra i suoi oggetti personali; nell'Isola invece mostra un forte attaccamento all'India come sua madrepatria.
- Aronnax identifica gli uomini dell'equipaggio come europei di varie nazionalità in base ai tratti somatici: "Riconobbi senza incertezza degli inglesi, dei francesi e alcuni slavi, un greco o candiota. Ma quegli uomini erano poco loquaci, e usavano l'idioma bizzarro di cui non sapevo identificare nemmeno l'origine".
- il primo degli eroi di Nemo, il cui ritratto campeggia nella sua cabina, è proprio l'eroe polacco Tadeusz Kościuszko (gli altri sono Daniele Manin, Abraham Lincoln, John Brown disegnato da Victor Hugo, George Washington, Daniel O'Connell e Markos Botsaris, tutti "occidentali" e oppositori delle monarchie, una cosa insolita per il figlio di un sovrano indiano mirante a restaurare il suo regno (Nemo è inoltre un ammiratore della Rivoluzione francese); lo stesso Verne era vicino alla massoneria e repubblicano, se non anarchico).[16][17][18] Descrivendo il ritratto di Kościuszko, inoltre, Arronax cita la frase «Finis Poloniae», attribuita al condottiero e patriota polacco il cui quadro appare come il più importante nella cabina di Nemo (al di sopra si trova solo il ritratto famigliare). Nessun eroe indiano è presente ed è difficile comunque che un indiano conoscesse bene e ammirasse tutti questi personaggi.
- nel primo libro Nemo mira, oltre ad esplorare il mare, principalmente a combattere l'imperialismo e a vendicare la famiglia e la patria (pur mirando anche a un certo potere personale, spiegato poi come l'amore-odio del vinto per il vincitore, quindi invidia per la stessa efficiente organizzazione coloniale e nazionale inglese), mentre nell'Isola sembra voler ripristinare un regno libero in India (almeno come obiettivo ideale), non lottare per una generica libertà sua e dei popoli oppressi.
- nel primo libro si dice che Nemo lasciò la società umana dopo il 1865, e i primi incidenti con le navi avvengono circa tre anni dopo, coerentemente con la fine della rivolta polacca nel 1864; la rivolta indiana invece terminò nel 1857, da che risulta che Nemo abbia passato circa 8 anni a costruire il Nautilus, mantenendo nel contempo legami col mondo fino al 1865 (anno in cui acquistò gli ultimi libri), dato che non si parla di avvistamenti del "mostro" (cioè del sottomarino) precedenti.

## Filmografia

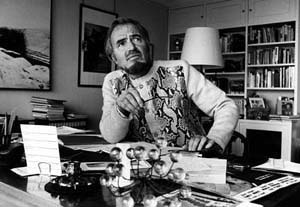
James Mason ha interpretato Nemo nel film del 1954

Omar Sharif ha interpretato Nemo nel film del 1973

In ambito cinematografico Nemo è stato interpretato da:
- Allen Holubar  in Ventimila leghe sotto i mari di Stuart Paton, un film del 1916;
- James Mason  in Ventimila leghe sotto i mari, 1954;
- Herbert Lom ne L'isola misteriosa, 1961;
- Omar Sharif ne L'isola misteriosa e il capitano Nemo, 1973;
- Dvoržeckij Vladislav Vaclavovič[19] ne Il Capitano Nemo (Капитан Немо) del regista sovietico Vasilij Nikolaevič Levin, 1975[20];
- José Ferrer nel film TV Capitan Nemo - Missione Atlantide (The Return of Captain Nemo), 1978
- John Bach nella serie TV Mysterious Island, 1995
- Naseeruddin Shah ne La leggenda degli uomini straordinari, 2003
- Patrick Stewart ne L'isola misteriosa, 2005.

In quella che forse è la più celebre trasposizione, quella Disney del 1954, Nemo (James Mason) è uno scienziato europeo che si è ribellato alle potenze mondiali, in particolare a una nazione dove lavorava, per non voler loro rivelare le sue ricerche sull'energia nucleare. Come rappresaglia la moglie e il figlio sono stati internati in un campo di concentramento, torturati e uccisi. Da allora Nemo mira alla vendetta contro il mondo intero, ma in particolare contro "quella maledetta nazione".

## Influenza culturale
Nel romanzo pastiche di fantascienza di Philip José Farmer Il diario segreto di Phileas Fogg (The Other Log of Phileas Fogg, 1973), Nemo viene descritto come un personaggio molto più sinistro ed egoista. Viene detto che è un agente dei Capellani, una delle due fazioni extraterrestri (e nel contesto del romanzo la meno etica) in lotta per il controllo della Terra e di tutti gli esemplari rimasti di tecnologia extraterrestre. Come suggerito dal titolo, Phileas Fogg è un agente dell'altra fazione, gli Eridaniani. Inoltre viene suggerito che esista più di un Capitano Nemo, uno dei quali sarebbe Moriarty, la nemesi di Sherlock Holmes.
Compare anche nell'anime Nadia - Il mistero della pietra azzurra e nel fumetto La Lega degli Straordinari Gentlemen di Alan Moore (Moore è autore anche di V for Vendetta il cui protagonista ha qualche tratto in comune con Nemo: la sete di vendetta contro una potenza nemica, l'identità misteriosa, un passato tragico, la lettera iniziale come firma, ecc.).
Il personaggio del pesce pagliaccio Nemo nel film Alla ricerca di Nemo, della Disney-Pixar, prende il nome da lui.
È stato il soggetto di una canzone di Sarah Brightman, di una degli Ace of Base, di una dei Nightwish, e di una di Francesco De Gregori (Le lacrime di Nemo - l'esplosione - la fine).
Il Polo Pacifico dell'Inaccessibilità è chiamato anche "Punto Nemo" in suo onore.
Le avventure di gioventù del capitano Nemo sono raccontate nella serie Nemo di Davide Morosinotto.
Infine, Nemo compare nel 6º episodio della 6ª stagione del telefilm C'era una volta.
Nel romanzo ... nessuno di Alberto Cavanna (2020) Nemo è l’ammiraglio John Digby, di origine italiana, un disilluso ufficiale della Royal Navy che viene incaricato dal morente costruttore del Nautilus di diventarne il capitano.
Nemo appare in una storia di Zagor, Il capitano Nemo, uscita nel 2023.

## Galleria d'immagini

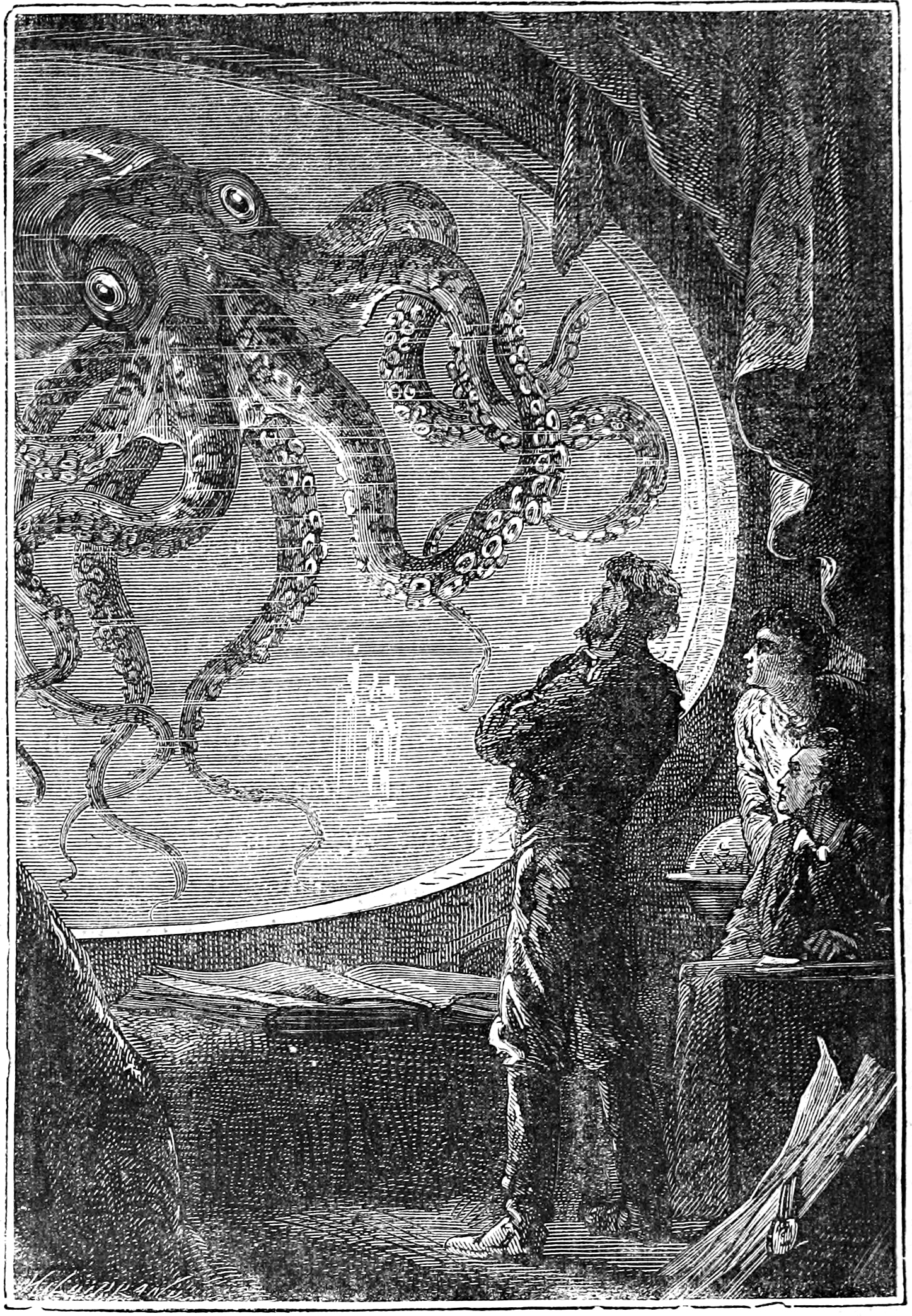
Il famoso faccia a faccia tra Nemo e il calamaro gigante in Ventimila leghe sotto i mari
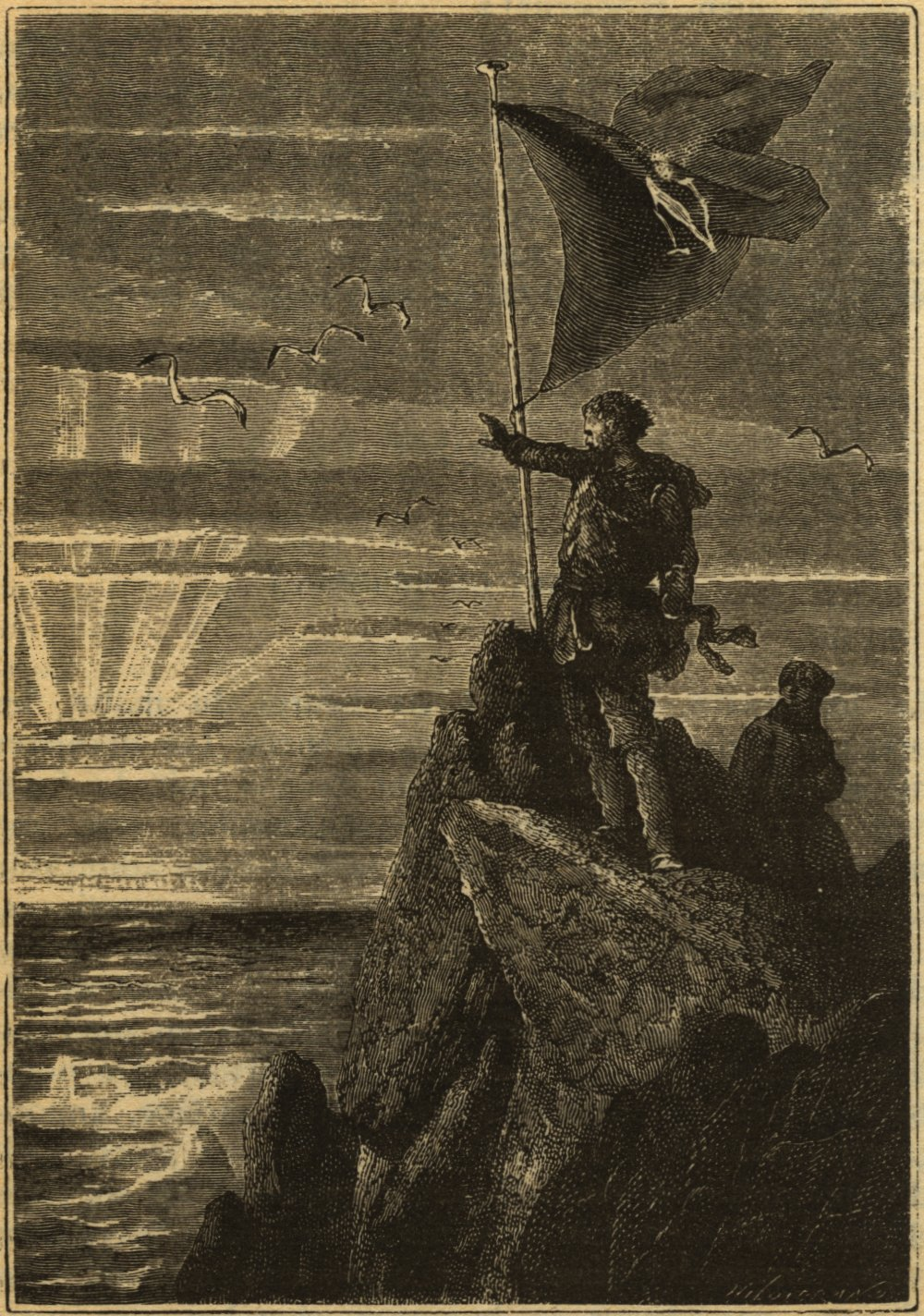
Il Capitano Nemo solleva la sua bandiera personale al Polo Sud in Ventimila leghe sotto i mari
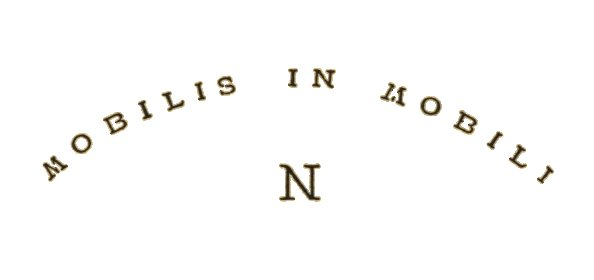
Lo stemma e il motto di Nemo e del Nautilus
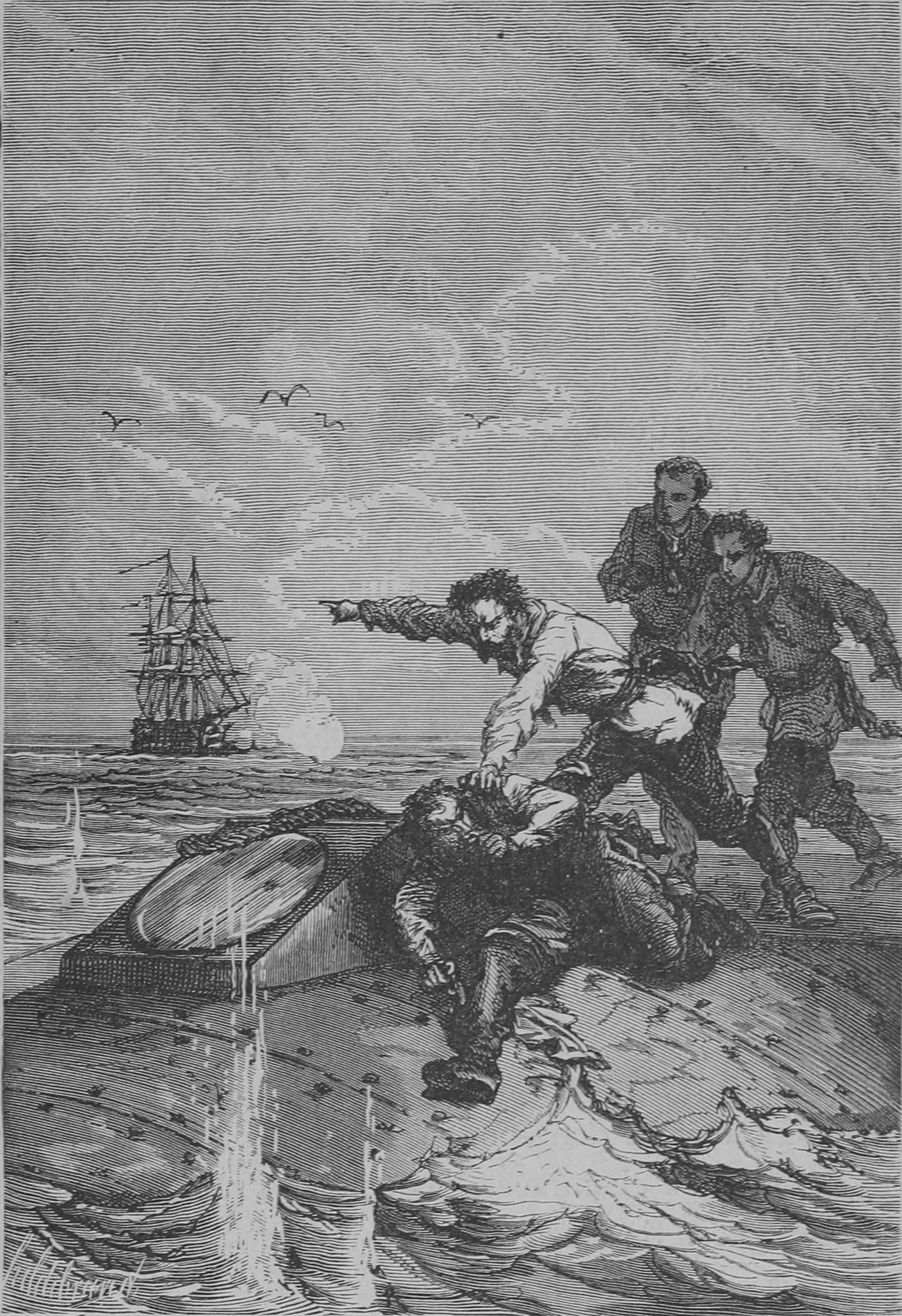
Nemo colpisce Ned Land, che cercava di contattare la nave nemica
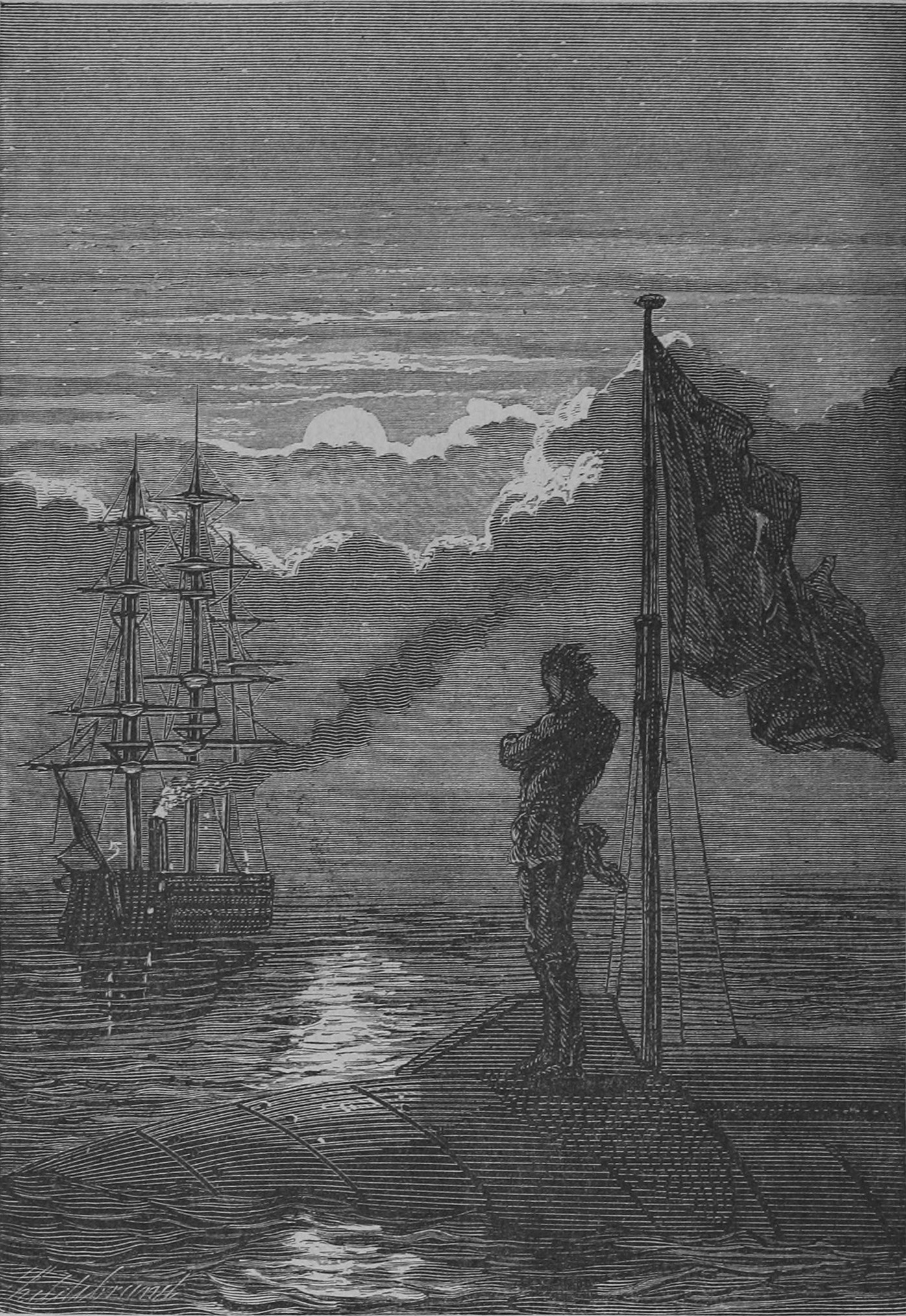
Nemo sfida la nave avversaria
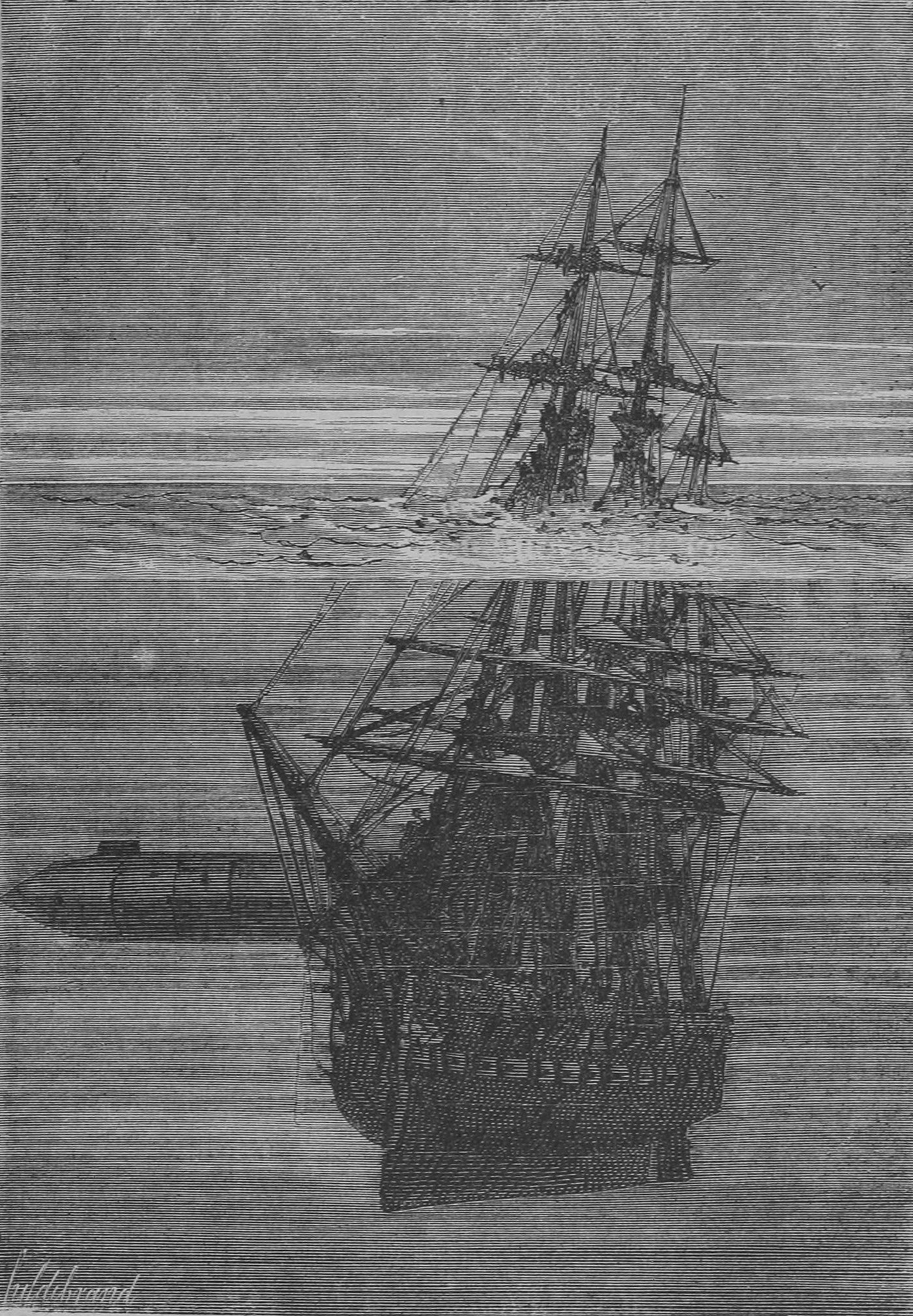
Il Nautilus squarcia la nave dell'"odiata nazione", che affonda
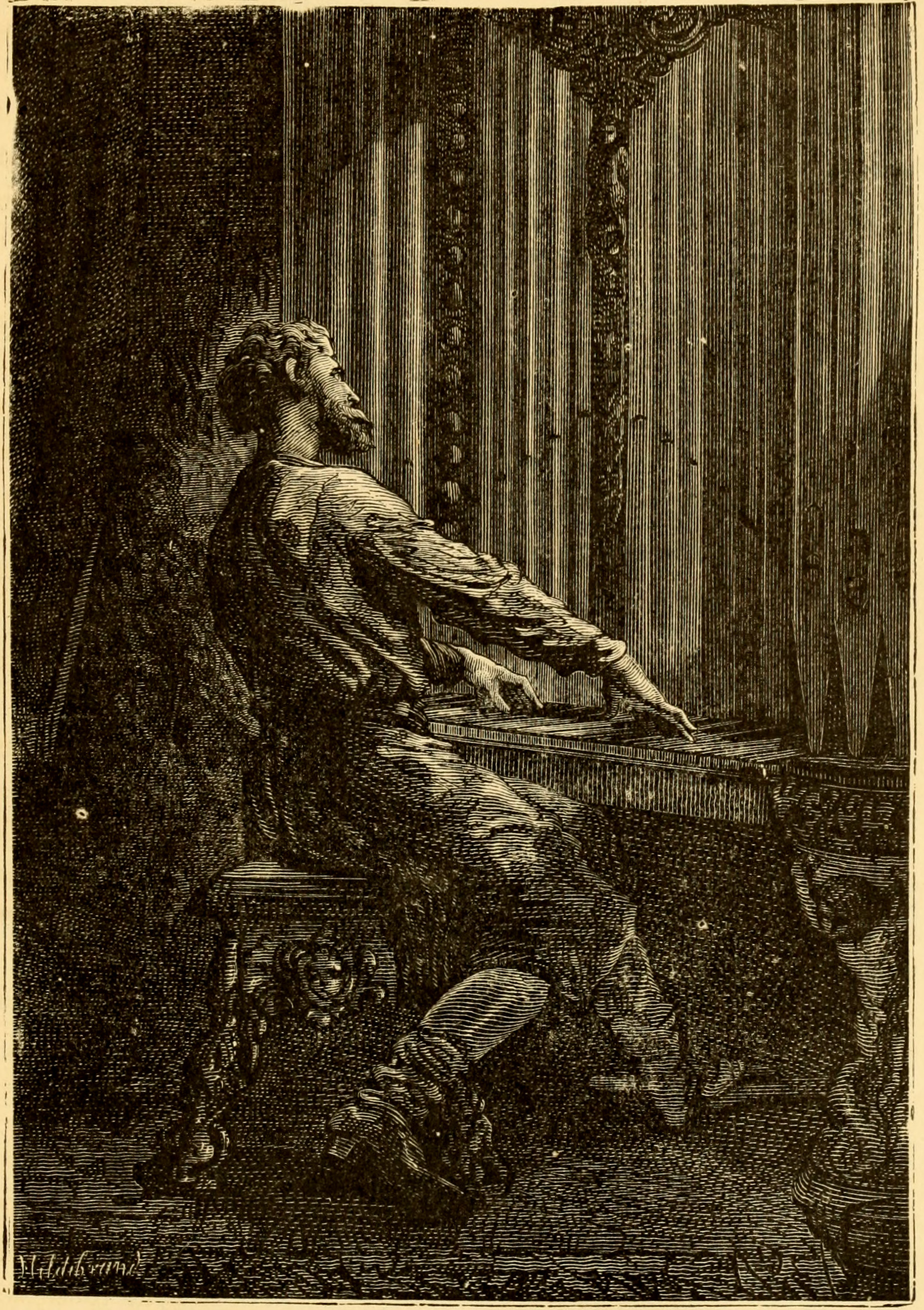
Il Capitano Nemo suona l'organo
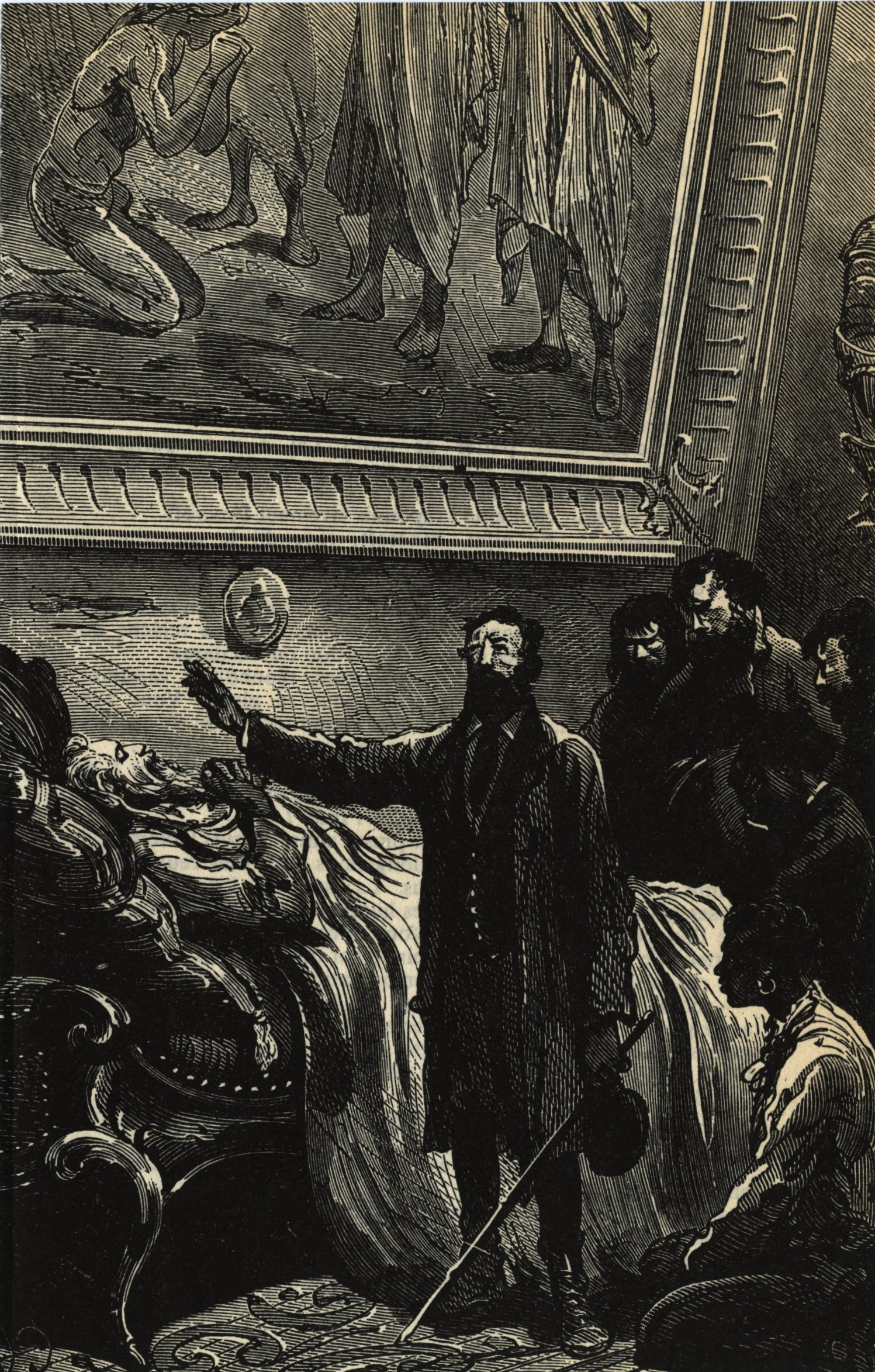
La morte del Capitano Nemo ne L'isola misteriosa